# Tiskaretjärnet
Tiskaretjärnet är en sjö i Sunne kommun i Värmland och ingår i Göta älvs huvudavrinningsområde. Sjön har en area på 0,306 kvadratkilometer och ligger 242,1 meter över havet. Sjön avvattnas av vattendraget Järperudsälven (Bruksälven).

## Delavrinningsområde
Tiskaretjärnet ingår i det delavrinningsområde (664980-132898) som SMHI kallar för Utloppet av Mången. Medelhöjden är 249 meter över havet och ytan är 27,08 kvadratkilometer. Det finns inga avrinningsområden uppströms utan avrinningsområdet är högsta punkten. Järperudsälven (Bruksälven) som avvattnar avrinningsområdet har biflödesordning 4, vilket innebär att vattnet flödar genom totalt 4 vattendrag innan det når havet efter 322 kilometer. Avrinningsområdet består mestadels av skog (63 procent). Avrinningsområdet har 5,32 kvadratkilometer vattenytor vilket ger det en sjöprocent på 19,6 procent.